# Liste des souverains de Galicie et de Volhynie
Cet article dresse la liste des souverains de la Galicie (Halytch) qui, à partir de 1141, constituait une principauté de la Rus' de Kiev avant de s’allier à la Volhynie pour former la principauté de Galicie-Volhynie en 1199. La plus occidentale et la plus puissante des États successeurs de la Rus', elle fut partagée entre le royaume de Pologne et le grand-duché de Lituanie après l'extinction des souverains riourikides en 1340. 
À la suite du premier partage de la Pologne en 1772, la Galicie a fait partie de la monarchie de Habsbourg jusqu'à la fin de la Première Guerre mondiale en 1918 (voir royaume de Galicie et de Lodomérie).

## Création de la principauté de Galicie
En 1084, les principautés de Przemyśl, de Terebovlia (en) et de Zvenyhorod (en) ont été séparées de la principauté de Volhynie sous le gouvernement des fils de Rostyslav Vladimirovitch (mort en 1067), prince de Tmoutarakan et petit-fils de Iaroslav le Sage, issu de la dynastie des Riourikides.
| Przemyśl - 1084-1092 : Riourik Rostyslavitch - 1092-1124 : Volodar Rostyslavitch (en) - 1124-1129 : Rostyslav Volodarevitch (ru) - 1129-1153 : Vladimirko Volodarevitch | Terebovlia - 1084-1124 : Vassylko Rostyslavitch (en) - 1124–1141 : Ivan Vassylkovitch (pl) - 1124-1126 : Grégoire Vassylkovitch (pl) - 1141-1153 : Vladimirko Volodarevitch | Zvenyhorod - 1084-1124 : Volodar Rostyslavitch (en) - 1124-1129 : Vladimirko Volodarevitch - 1129-1145 : Ivan Rostyslavitch (en) |

En 1141, le prince Vladimirko, fils de Volodar de Zvenyhorod, a réuni Przemyśl et Terebovlia au sein d'une seule principauté et a transféré sa résidence à la place forte de Halytch, d'où vient le nom de Galicie. Trois ans plus tard, Ivan Rostislavitch, prince de Zvenyhorod, s'empara de Halytch ; il a été renversé en 1145.

## Princes de Galicie

Principauté de Galicie

- 1141-1153 : Vladimirko Volodarevytch, fils du prince Volodar de Zvenyhorod
- 1153-1187 : Iaroslav Ier Osmomysl, son fils
- 1187-1188 : Vladimir II Iaroslavitch (en), son fils (première fois)
  - 1187, 1188 : Oleg Iaroslavitch (en), fils illégitme de Iaroslav
- 1188-1189 : Roman Mstislavitch, prince de Volhynie (première fois)
- 1189-1199 : Vladimir II Iaroslavitch (en) (seconde fois)

Après la mort de Vladimir II en 1199, le prince Roman de Volhynie réuni la Galicie avec sa principauté.

## Princes de Galicie-Volhynie

Principauté de Galicie-Volhynie

- 1199-1205 : Roman Mstislavitch (seconde fois)
- 1205-1206 : Daniel Romanovitch, son fils (première fois)
  - 1205-1206 : Vassylko Romanovitch, son frère cadet
- 1206-1208 : Vladimir III Igorevitch (première fois)
- 1208-1209 : Roman II Igorovitch (en) (première fois)
- 1210 : Rostislav Riourikovitch, fils du prince Riourik II de Kiev
- 1210 : Roman II Igorovitch (en) (seconde fois)
- 1210-1211 : Vladimir III Igorevitch (seconde fois)
- 1211-1213 : Daniel Romanovitch (deuxième fois)
- 1214-1219 : Coloman Árpád, fils du roi André II de Hongrie (première fois)
  - 1216-1219 : Mstislav Mstislavich dit « le Téméraire », fils de Mstislav, prince de Smolensk (première fois)
- 1219–1221 : Coloman Árpád (seconde fois)
- 1221-1228 : Mstislav Mstislavich (seconde fois)
- 1228-1230 : André Árpád, fils du roi André II de Hongrie (première fois)
- 1230-1232 : Daniel Romanovitch (troisième fois)
- 1232-1233 : André Árpád (seconde fois)
- 1233-1235 : Daniel Romanovitch (quatrième fois)
- 1235-1236 : Michel Ier, fils du prince Vsevolod IV de Kiev
- 1236-1238 : Rostislav IV, son fils

Depuis la mort du prince Roman Mstislavitch en 1205, les différentes branches de la dynastie des Riourikides
et la couronne de Hongrie se sont disputé la Galicie. Le roi André II de Hongrie, qui a pu introniser son fils Coloman en 1214, réclama le titre de « roi de Galicie et de Lodomérie » (Rex Galiciae et Lodomeriae). Néanmoins, les Árpád n'exercent jamais le pouvoir réel et ont été définitivement expulsés par les forces de Daniel Romanovitch en 1233.

## Rois de Galicie-Volhynie

Royaume de Galicie-Volhynie

- 1238-1264 : Daniel Romanovitch (cinquième fois)
- 1264-1269 : Chvarno (Svarnas), son fils, grand-duc de Lituanie à partir de 1267
- 1269-1301 : Léon Ier (Lev), son frère
- 1301-1308 : Georges Ier (Youri), son fils
- 1308-1323 : André Youriyevitch, son fils
  - 1308-1323 : Léon II (en), son frère
- 1323-1340 : Georges II Boleslas, fils du duc Trojden Ier de Mazovie

La lignée des souverains riourikides s'éteint avec le décès d'André Youriyevitch en 1323. Son neveu Georges II Boleslas, issu de la dynastie polonaise des Piast lui succède. Son assassinat par les boyards en 1340 déclencha une guerre de succession entre le royaume de Pologne et le grand-duché de Lituanie. Au terme de plusieurs batailles, la Galicie et la moitié occidentale de la Volhynie sont conquis par le roi polonais Casimir III le Grand, tandis que la moitié orientale de la Volhynie, avec la Podolie, la Podlachie et la Polésie, est annexée par la Lituanie. 

## Rois de Pologne

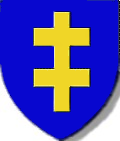
Dynastie Jagellon

- 1340-1370 : Casimir III le Grand, roi de Pologne
- 1370-1382 : Louis d'Anjou, également roi de Hongrie depuis 1342, porte à nouveau le titre de « roi de Galicie et de Lodomérie »
  - 1372-1378 : Ladislas II d'Opole, gouverneur
- 1382-1387 : Marie Ire d'Anjou, fille de Louis
- 1387-1399 : Hedwige d'Anjou, sa sœur

De 1569 jusqu'à 1772, la Galicie fait partie de la couronne du royaume de Pologne au sein de la république des Deux Nations.

## Dynastie des Habsbourg

La Maison de Habsbourg-Lorraine

À la suite du premier partage de la Pologne en 1772, la Galicie revient à la monarchie de Habsbourg et forme le royaume de Galicie et de Lodomérie, reprenant le titre royal de la couronne de Hongrie. Un des terres de la Couronne de l'empire d'Autriche à partir de 1804, il a été l'un des royaumes et pays représentés à la Diète d'Empire au sein de la double monarchie austro-hongroise après le Compromis de 1867.

### Archiducs d'Autriche
- 1772-1780 : Marie-Thérèse
- 1780-1790 : Joseph II, empereur du Saint-Empire
- 1790-1792 : Léopold II, empereur du Saint-Empire
- 1792-1806 : François II, empereur du Saint-Empire

### Empereurs d'Autriche
- 1804-1835 : François Ier
- 1835-1848 : Ferdinand Ier
- 1848-1916 : François-Joseph Ier
- 1916-1918 : Charles Ier